# Eleccions municipals de València de 1911
Les eleccions municipals de València de 1911 van ser unes eleccions municipals de València dins del marc de les eleccions municipals espanyoles de 1911, organitzades pel govern del liberal José Canalejas y Méndez i celebrades el 12 de novembre de 1911.
A València, les eleccions es van dur a terme durant l'alcaldia del liberal Luis Bermejo Vida. El triomf en escons va ser per als republicans blasquistes del Partit d'Unió Republicana Autonomista (PURA), que aconseguiren 9 dels 26 escons a elegir, però quedant molt per darrere dels resultats tradicionals del republicanisme a la ciutat i de la coalició monàrquica conformada pel Partit Liberal (PL), Partit Conservador (PC), Comunió Tradicionalista (CT) i la Lliga Catòlica (LC) que van aconseguir que tots els seus candidats, 17 en total, foren elegits. La Conjunció Republicano-Socialista (CRS), integrada en la seua pràctica totalitat per republicans sorianistes no va aconseguir cap regidor electe. Tots els mitjans, fins i tot els republicans, van coincidir que els resultats d'aquestes eleccions suposaven una victòria de les forces monàrquiques.

## Resultats
| Districte                 | Candidats                              | Electe | Partit | Vots  |
| ------------------------- | -------------------------------------- | ------ | ------ | ----- |
| CENTRE (3 regidors)       | Vicente Marco Miranda                  | Sí     | PURA   | 1.283 |
| CENTRE (3 regidors)       | Daniel Corell Montalt                  | Sí     | PURA   | 1.256 |
| CENTRE (3 regidors)       | Vicente Castillo y Crespí de Valldaura | Sí     | CT     | 1.234 |
| CENTRE (3 regidors)       | Julián Graullera Villar                | No     | Ind    | 562   |
| CENTRE (3 regidors)       | Manuel Taroncher                       | No     | CRS    | 440   |
| CENTRE (3 regidors)       |                                        |        | 4.775  |       |
| AUDIÈNCIA (2 regidors)    | Rafael Criado Cervera                  | Sí     | CT     | 1.063 |
| AUDIÈNCIA (2 regidors)    | José Ferraz Penelas                    | Sí     | PC     | 1.008 |
| AUDIÈNCIA (2 regidors)    | Bernardo Vidal Medina                  | No     | PURA   | 652   |
| AUDIÈNCIA (2 regidors)    | Conrado Calvo                          | No     | CRS    | 115   |
| AUDIÈNCIA (2 regidors)    |                                        |        | 2.838  |       |
| UNIVERSITAT (2 regidors)  | Francisco Maestre Laborde-Boix         | Sí     | PC     | 1.102 |
| UNIVERSITAT (2 regidors)  | Antonio Guillem Rodríguez de Cepeda    | Sí     | LC     | 982   |
| UNIVERSITAT (2 regidors)  | José García Donato                     | No     | PURA   | 657   |
| UNIVERSITAT (2 regidors)  |                                        |        | 2.741  |       |
| TEATRE (4 regidors)       | Francisco Jorro Borja                  | Sí     | PL     | 1.610 |
| TEATRE (4 regidors)       | Francisco Banquells Arañó              | Sí     | PL     | 1.602 |
| TEATRE (4 regidors)       | José Sanchís Pertegás                  | Sí     | PC     | 1.556 |
| TEATRE (4 regidors)       | Ricardo Samper Ibáñez                  | Sí     | PURA   | 1.070 |
| TEATRE (4 regidors)       | Pascual Sancho Ardid                   | No     | PURA   | 1.035 |
| TEATRE (4 regidors)       | Enrique García Pastor                  | No     | PURA   | 1.006 |
| TEATRE (4 regidors)       | Bartolome Montañés                     | No     | CRS    | 556   |
| TEATRE (4 regidors)       | Mariano Peris                          | No     | CRS    | 484   |
| TEATRE (4 regidors)       | Francisco Sanchis                      | No     | CRS    | 318   |
| TEATRE (4 regidors)       |                                        |        | 9.237  |       |
| HOSPITAL (2 regidors)     | Pascual Cruz Navarro                   | Sí     | LC     | 1.489 |
| HOSPITAL (2 regidors)     | Salvador Romero Morant                 | Sí     | PURA   | 1.472 |
| HOSPITAL (2 regidors)     | Vicente Moreno Pastor                  | No     | CRS    | 572   |
| HOSPITAL (2 regidors)     |                                        |        | 3.533  |       |
| MISERICÒRDIA (3 regidors) | Bernardo Prieto Ruiz                   | Sí     | PC     | 1.963 |
| MISERICÒRDIA (3 regidors) | Juan Bautista Taberner Serra           | Sí     | PC     | 1.945 |
| MISERICÒRDIA (3 regidors) | José Sebastián Marco Gimeno            | Sí     | PURA   | 1.370 |
| MISERICÒRDIA (3 regidors) | Salvador C. Calatayud Costa            | No     | PURA   | 1.336 |
| MISERICÒRDIA (3 regidors) | José María Gómez Cabedo                | No     | CRS    | 399   |
| MISERICÒRDIA (3 regidors) |                                        |        | 7.013  |       |
| MUSEU (2 regidors)        | Antonio López Rodríguez                | Sí     | CT     | 1.505 |
| MUSEU (2 regidors)        | Salvador Bonora López                  | Sí     | PURA   | 1.357 |
| MUSEU (2 regidors)        | José Alabarda                          | No     | CRS    | 723   |
| MUSEU (2 regidors)        |                                        |        | 3.585  |       |
| RUSSAFA (3 regidors)      | Francisco Vives Liern                  | Sí     | PL     | 2.416 |
| RUSSAFA (3 regidors)      | Manuel Crú Muedra                      | Sí     | PURA   | 2.407 |
| RUSSAFA (3 regidors)      | Enrique de Alzaga Nadales              | Sí     | PC     | 2.395 |
| RUSSAFA (3 regidors)      | Jaime Miralles Farinós                 | No     | PURA   | 2.302 |
| RUSSAFA (3 regidors)      |                                        |        | 9.520  |       |
| VEGA (3 regidors)         | Fernando Ibáñez Pagés                  | Sí     | PL     | 2.956 |
| VEGA (3 regidors)         | Manuel Simó Marín                      | Sí     | CT     | 2.832 |
| VEGA (3 regidors)         | Rosendo Pérez Deval                    | Sí     | PURA   | 2.275 |
| VEGA (3 regidors)         | Eugenio Miquel Madaleno                | No     | PURA   | 2.165 |
| VEGA (3 regidors)         | Bienvenido Marí Martínez               | No     | CRS    | 467   |
| VEGA (3 regidors)         |                                        |        | 10.695 |       |
| PORT (2 regidors)         | Manuel García Dutrús                   | Sí     | PL     | 1.459 |
| PORT (2 regidors)         | Pascual Martínez Sala                  | Sí     | PURA   | 1.422 |
| PORT (2 regidors)         | Salvador Bort                          | No     | CRS    | 759   |
| PORT (2 regidors)         |                                        |        | 3.640  |       |